# Danas Rapšys
Danas Rapšys, né le 21 mai 1995 à Panevėžys, est un nageur lituanien.

## Carrière
En 2013, il devient champion d'Europe junior. La même année, il atteint les demi-finales des Championnats du monde 2013 dans l'épreuve du 200 m dos.
En décembre 2021, il remporte la médaille d'argent sur 400 mètres nage libre et la médaille de bronze sur 200 mètres nage libre lors des Championnats du monde en petit bassin à Abou Dabi.

## Palmarès

### Championnats du monde en grand bassin
- Championnats du monde 2024 à Doha (Qatar) :
  -  Médaille d'argent du 200 m nage libre.

### Championnats du monde en petit bassin
- Championnats du monde en petit bassin 2022 à Melbourne :
  -  Médaille de bronze du 400 m nage libre.
- Championnats du monde en petit bassin 2021 à Abou Dabi :
  -  Médaille d'argent du 400 m nage libre.
  -  Médaille de bronze du 200 m nage libre.
- Championnats du monde en petit bassin 2018 à Hangzhou :
  -  Médaille d'or du 400 m nage libre.
  -  Médaille d'argent du 200 m nage libre.

### Championnats d'Europe
- Championnats d'Europe 2016 à Budapest :
  -  Médaille de bronze du 200 m dos.
- Championnats d'Europe 2018 à Glasgow :
  -  Médaille d'argent du 200 m nage libre.
- Championnats d'Europe 2020 à Budapest :
  -  Médaille de bronze du 400 m nage libre.
- Championnats d'Europe 2024 à Belgrade :
  -  Médaille d'or du relais 4 × 200 m nage libre.
  -  Médaille d'argent du 200 m nage libre.

### Championnats d'Europe en petit bassin
- Championnats d'Europe 2017 à Copenhague :
  -  Médaille d'or du 200 m nage libre.
  -  Médaille de bronze du 200 m dos.
- Championnats d'Europe 2019 à Glasgow :
  -  Médaille d'or du 200 m nage libre.
  -  Médaille d'or du 400 m nage libre.
- Championnats d'Europe 2023 à Otopeni :
  -  Médaille d'argent du 400 m nage libre.
  -  Médaille de bronze du 200 m nage libre.
  -  Médaille de bronze du 200 m quatre nages.

### Universiade
- Universiade d'été de 2017 à Taipei
  -  Médaille d'or du 200 m nage libre.
  -  Médaille d'or du 200 m dos.
  -  Médaille de bronze du 100 m dos.

### Championnats du monde juniors
- Championnats du monde juniors de natation 2013 à Dubaï :
  -  Médaille d'argent du 100 m dos.
  -  Médaille d'argent du 4 x 100 m quatre nages mixte.

### Championnats d'Europe juniors
- Championnats d'Europe juniors de natation 2013 à Poznań :
  -  Médaille d'or du 200 m dos.
  -  Médaille d'argent du 100 m dos.
- Championnats d'Europe juniors de natation 2012 à Anvers :
  -  Médaille de bronze du 200 m dos.

### Festival olympique de la jeunesse européenne
- Festival olympique de la jeunesse européenne 2011 à Trabzon
  -  Médaille d'argent du 200 m dos.